# Котирування
Котирування (фр. Cote, англ. Financial quote) — ціна (курс, відсоткова ставка) товару, яку оголошує продавець або покупець і за якою вони згодні зробити купівлю або продаж. Зазвичай йдеться про відносно швидкомінливу ціну, наприклад, біржову.
Іноді котируванням вважається ціна тільки укладеної угоди, а не ціна попиту/пропозиції.
На біржах ціни реєструє спеціальна котирувальна комісія (котирувальний комітет). Вони здійснюють облік, систематизацію і публікацію біржового котирування. Зазвичай публікуються ціни відкриття і закриття біржової сесії, максимальна і мінімальна ціна дня. Такі публікації називають «офіційне котирування».
Котирування відображають кон'юнктуру, що складається на торгах — співвідношення попиту та пропозиції.

## Походження слова
Термін «котирувати» походить від французького coter «позначати, нумерувати, котирувати», утворене від cote «частка, пай; котирування»

## Види котирувань
У більшості випадків, котирування виражає ціну одиниці об'єкта торгівлі. Наприклад, 1 л бензину має ціну 1,20 долара США. Часто запис котирування ведуть у вигляді дробу: 1,20 долар / л бензину. Це пряме котирування. У чисельнику вказується ціна і валюта платежу, в знаменнику — розмірність і назва товару.
Іноді ціна показує, скільки товару можна купити на одиницю грошей. Наприклад, на 1 долар можна купити 0,8333 л бензину. Скорочений запис такого котирування: 0,8333 л бензину / долар. Це зворотне (непряме) котирування. У чисельнику вказується обсяг, розмірність і назва товару, в знаменнику — валюта платежу. Найчастіше зворотне котирування зустрічається на валютних ринках. Традиційно, в обмінних пунктах більшості країн вказується, скільки національної валюти потрібно, щоб купити 1 долар. Це пряме котирування з точки зору місцевого ринку, де товаром виступає долар. Але для іноземців, які мають долари, цей же запис буде зворотним котируванням, яке показує, скільки місцевого товару (місцевої валюти) вони можуть купити за 1 долар.